# Полоцький кадетський корпус
Полоцький кадетський корпус — початковий військово-навчальний заклад російської імператорської армії, який готував дітей і підлітків до військової служби.
Корпусне і храмове свято: 6 грудня.

## Історія
Відкритий 25 червня 1835 за наказом Миколи I в Полоцьку Вітебської губернії для підготовки шляхетських дітей до військової служби. Щоб розмістити кадетів, було пристосовано будівлю Єзуїтської академії і монастиря, побудованих у XVIII столітті. Кадетів набирали зі шляхетських дітей Вітебської, Мінської, Могильовської, Віленської, Гродненської і Смоленської губерній. Забороняли приймати дітей учасників Польського повстання 1830 року. Перший набір налічував 54 людини. Приймали дітей до Полоцького кадетського корпусу у віці від 12 до 14 років.
У 1836 було сформовано 2-гу роту, наступного року кадетам видали рушниці. У 1838 корпус був повністю сформований у складі чотирьох рот: гренадерської, 1-ї і 2-ї мушкетерських, а також неранжованої.
У травні 1839 перші 16 кадетів випущено до Шляхетського полку. У 1857 відкрито спеціальні класи. У 1859 проведено перший випуск офіцерів.
У 1865 під час Мілютинської реформи перейменовано на Полоцьку військову гімназію. У 1882 перейменовано назад на Полоцький кадетський корпус.
У 1910 навчання закінчив правнук засновника корпусу — князь імператорської крові Олег Костянтинович, 1914 — загинув у бою з німцями. На його честь 1-ша рота корпусу дістала найменування Олегівської.
У вересні 1914 евакуйовано.
1-шу роту приєднано до Владикавказького кадетського корпусу.
3-тю роту приєднано до Сумського кадетського корпусу. 2-гу роту приєднано спочатку до 1-го Московського, а з 1915 — до Одеського кадетського корпусу. Штаб і канцелярію корпусу евакуйовано до Симбірська.
У 1920 під час евакуації Одеського кадетського корпусу київські і полоцькі кадети не зуміли потрапити на пароплав і евакуюватися. Вони ввійшли до загону полковника Стесселя і брали участь у лютому 1920 в боях під Канделем і Зельцем.
Згуртовані завдяки братерству, міцні духом кадети стали найкращою організованою частиною, об яку розбилися всі атаки противника. На лівий фланг більшовики спрямували найбільші сили, і проявили найбільшу завзятість для захоплення селища Кандель. Жорстокий артилерійський, кулеметний і рушничний вогонь не міг похитнути мужніх кадетів. Після відповідної підготовки більшовики кинули на лівий фланг кавалерійські частини. Невдача загрожувала загибеллю всьому нашому загону. У цю вирішальну хвилину юнаки і діти кадети, розуміючи всю важливість позиції для оборони, не зніяковіли під натиском противника. Дружні залпи зустріли шалену кавалерію. Твердою стіною стояли кадетські багнети. Не очікуючи такої витримки і мужності, більшовики почали тікати.— Наказ генерал-лейтенанта Геруа
7 лютого 1920 кадети покинули Одесу і з боями пішли на Захід. У Сараєво сформовано Перший російський кадетський корпус із залишків Київського, Полоцького й Одеського корпусів.

## Нагрудний знак і жетон
- 10 жовтня 1892 — затверджено жетон корпусу
- 15 травня 1913 — затверджено нагрудний знак корпусу.

## Прапор корпусу
7 червня 1844 корпус отримав у подарунок простий прапор зразка 1816. Хрест червоний, кути жовті з темно-зеленим навпіл, золоте шитво. Прапор мав Гвардійський вершечок зразка 1830, держак жовтий.
28 лютого 1901 — повернуто старий прапор: з одного боку Нерукотворний Спас, з іншого монограма Миколи II.
У вересні 1914 прапор вивезено до Симбірська, потім він потрапив до Югославії, де в 1925–1944 зберігався в музеї, у 1944 вивезено до Австрії, у 1949 — до США і до 2019 зберігався в синодальному Знам'янському соборі Нью-Йорка. Частинку прапора 23 вересня 2013 перевезла до Білорусі делегація Білоруської спілки суворовців і кадетів 19 грудня 2013, у день корпусного свята, урочисто вручено директорці Полоцького кадетського училища Жанні Жевнерович.
Згідно з домовленістю, досягнутою між білоруськими й американськими кадетами, на початку 2014 виготовлено новий прапор зразка 1816 року.
4 травня 2014 його привезла до Сербії делегація Білоруської спілки суворовців і кадетів. Прапор освячено в будівлі 1-го Російського кадетського корпусу (м. Біла Церква). Після церемонії зорі та церемоніалу прибиття полотнища до держака реконструйований прапор визнали кадети всіх поколінь легітимним. До його полотнища був прикріплений фрагмент тканини історичного прапора.
6 травня 2014 прапор Полоцького кадетського корпусу через Сербію, Угорщину, Словаччину і Польщу доставлено до Білорусі.
11 жовтня 2014 в Державному музеї історії Другої світової війни (Мінськ) відбулась урочиста церемонія передання прапора на тимчасове зберігання до експозиції музею.
5 вересня 2015 в Полоцьку відбулось урочисте передання прапора Полоцькому кадетському училищу. До створення училищного храму прапор зберігається в Богоявленському соборі Полоцька.
5 жовтня 2019 в Полоцьку відбулось урочисте передання Полоцькому кадетському училищу історичного прапора 1844, що до цього зберігався в синодальному Знам'янському соборі Нью-Йорка.

## Директори
- 1835–1842 — Генерал-майор Павло Хвощинский
- 1842–1852 — Генерал-лейтенант Федір Ореус
- 1852–1854 — Полковник Всеволод Лермонтов
- 1854–1858 — Генерал-майор Павло Кінович
- 1858–1864 — Генерал-майор Дмитро Павловський
- 1864–1867 — Генерал-майор Григорій Кузьмін-Караваєв
- 1867–1878 — Полковник Петро Глотов
- 1878–1888 — Генерал-майор Олексій Тиртов
- 05.08.1888 — 16.05.1891 — Генерал-майор Костянтин Анчутін
- 16.05.1891 — 1897 — Генерал-майор Георгій Елчанінов
- 1897–1905 — Генерал-майор Євген Гутор
- 01.08.1905-01.08.1908 — Генерал-майор Андрій Ваулин
- 01.08.1908 — Полковник (з 18.04.1910 генерал-майор) Модест Чигир

## Інспектори класів
- 1835—1860 — дійсний статський радник В. М. Бруєвич
- 1860—1865 — підполковник М. Буцький
- 1865—1871 — полковник Хотяїнцев
- 1871—1880 — полковник Е. Блюменталь
- 1880—1882 — полковник Кругліков
- 1882—1884 — полковник Шевченко
- 1884—1903 — полковник А. Аргамаков
- 1903—1905 — полковник В. Данкварт
- 1905—1908 — полковник М. Чигир
- 1908—1913 — полковник В. Енгельгардт
- 1913—1915 — полковник І. Котрохов

## Відомі випускники
З дня заснування до 1913 року корпус випустив 3001 людину. 
- Александрович Віктор Іванович — полковник, помічник начальника артилерії Південно-Західного району Армії УНР.
- Олександр Бринкен
- Варсонофій Оптинський
- Георгій Гончаренко
- Болеслав Зарако-Зараковский
- Франц-Альберт Зейн
- Віктор Кирпичьов
- Михаїл Кирпичьов
- Євген Климович
- Михайло Комісаров
- Роман Кондратенко
- Гасан Конопацкий
- Микола Короткевич
- Вітольд-Чеслав Корейво
- Казимир Левицький
- Микола Ломакін
- Євген Новицький
- Олександр Петров — Мінський губернатор, почесний громадянин Мінська, сенатор
- Анатолій Розеншильд фон Паулин
- Олег Константинович Романов, князь імператорської крові
- Олександр Сазонов
- Володимир Смирнов
- Йосиф Стабровський — полковник російської армії, творець краєзнавчого музею в Слонімі.
- Євген Субботкін, державний діяч, багаторічний Седлецький губернатор, сенатор.
- Володимир Чиж
- Яков Юзефович

## Відродження традицій

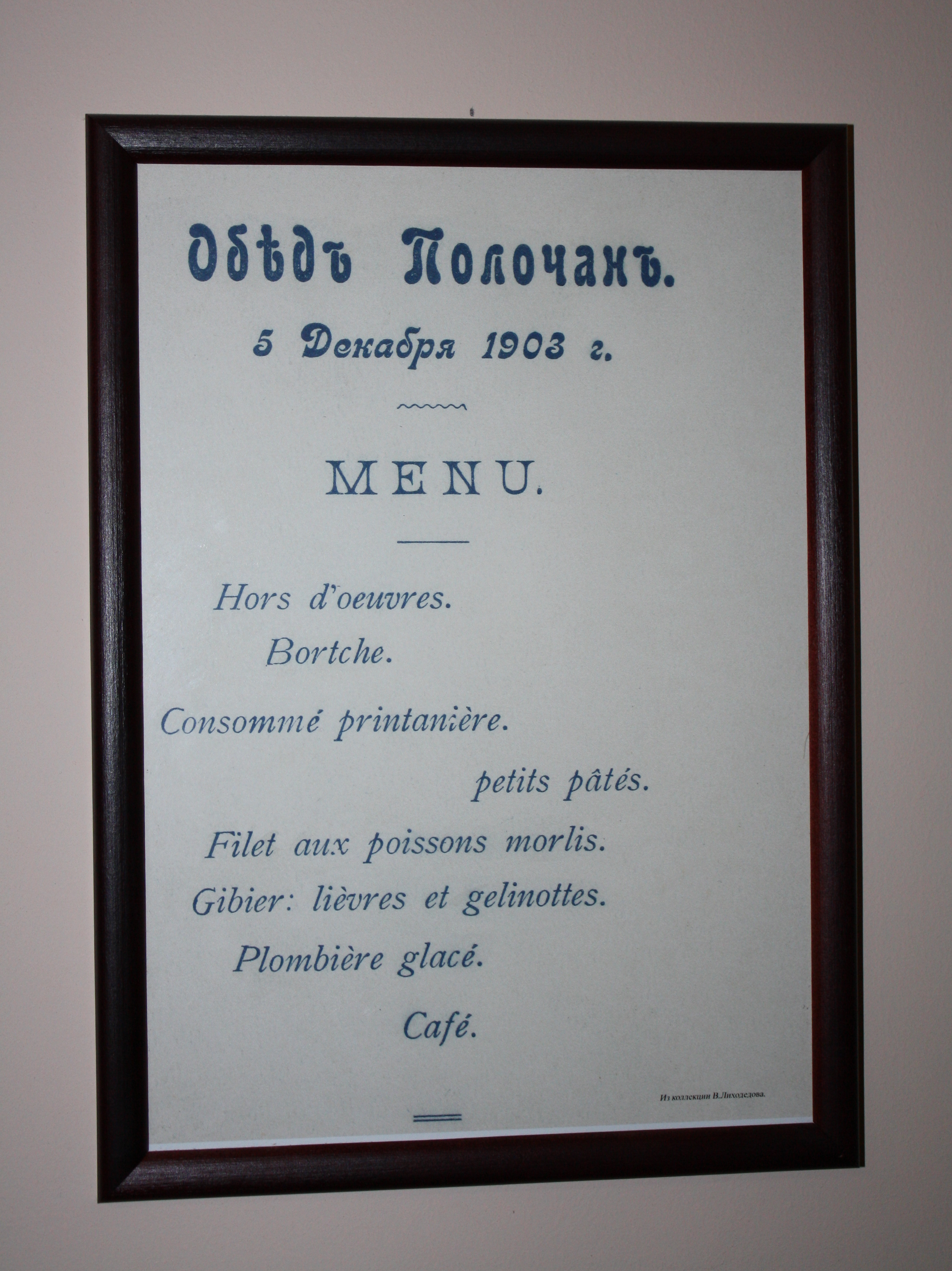
Меню напередодні свята корпусу в 1903 році

У 2006 в середній школі № 4 Полоцька відкрито перший кадетський клас.
З 1 вересня 2010 на базі Полоцької СШ № 4 розпочало роботу Полоцьке кадетське училище. Училище бореться за звання правонаступника Полоцького кадетського корпусу.
23 грудня 2010 училищу передано портрет випускника 1910 князя імператорської крові Олега Костянтиновича, 19 грудня 2013 — частинку прапора Полоцького кадетського корпусу, а 5 жовтня 2019 — і сам історичний прапор 1844 року.

## У літературі
Дія роману "Вічний вогонь" (2012) білоруського письменника В'ячеслава Бондаренка відбувається і в дореволюційному Полоцькому кадетському корпусі, і в сучасному Полоцькому кадетському училищі.
Долям чотирьох кадетів Полоцького кадетського корпусу — випускників 1910 року присвячено роман цього самого автора «Чотири долі. Одна Батьківщина», опублікованого в 2015 році на сайті Білоруської спілки суворовців і кадетів та в 2018 мінським видавництвом «Аверсэв».